# Алиса Шампанска
Вижте пояснителната страница за други личности с името Аликс Шампанска.
Алиса Шампанска, също наричана Аликс (на френски: Alice de Champagne, Alix; * 1196, † 1246), е кралица на Кипър (1218 – 1223) и регентка на Йерусалим (1243 – 1246).

## Произход
Тя е дъщеря на кралица Изабела I Йерусалимска († 1205) и на граф Хайнрих II от Шампан († 1197) от дома Блоа. Нейната майка се омъжва през 1198 г. за четвърти път за крал Амалрих I Кипърски (като Амалрих II крал на Йерусалим) от род Лузинян. След смъртта на майка ѝ през 1205 г. по-голямата полусестра на Алиса, Мария Монфератска, става новата кралица на Йерусалим.

## Брак с Хуго I дьо Лузинян
Алиса се омъжва през 1208 г. за нейния доведен брат крал Хуго I дьо Лузинян († 1218) от Кипър, с когото има три деца:
- Мария (* пр. 1215, † 5 юли 1251/53), ∞ 1233 за граф Валтер IV дьо Бриен († 1246), граф на Яфа и Аскалон
- Изабела (* пр. 1216, † 1246), ∞ 1233 за Хайнрих от Антиохия
- Хайнрих I (* 3 март 1217, † 18 януари 1254 в Никозия), крал на Кипър

След смъртта на нейния съпруг през 1218 г. Алиса поема регентството за своя непълнолетен син Хайнрих (Анри). Алиса има конфликти с нейния чичо Филип Ибелин, който е баили на Кипър. Затова тя се мести през 1223 г. в Триполи.

## Борба за Йерусалим и Шампан
В Триполи през 1225 г. тя се омъжва за по-късния княз на Антиохия, Боемунд V. През 1227 г. Алиса се разделя от Боемунд. През 1229 г. тя се оттегля в Акон, където се бори за короната на Йерусалим. Висшият съд ѝ отказва в полза на Конрад II Хоенщауфен.
През 1233 г. Алиса отива в страната на баща си и предявява права за Шампан против братовчед си граф Теобалд IV от Шампан, като най-възрастната дъщеря на неговия чичо. През 1227 г. не успява да се наложи, но през 1234 г. купува правата си от нейния братовчед за 40 000 ливри и годишна рента от 2000 ливри.

## Регент на Йерусалим
Алиса се връща отново в Светите земи и се омъжва през 1241 г. за Раул дьо Соасон, един кръстоносец и трубадур. С него тя получава през 1242 г. регентството за Йерусалимското кралство (в Акон), понеже станалият пълнолетен крал Конрад II не се появява в кралството. Заедно с Ибелин тя завладява Тирос от Рикардо Филангиери и го дава след това на Филип от Монфорт. Раул се разделя от Алиса през 1244 г. и се връща обратно в родината си. Същата година Йерусалим е нападнат от арабите и даден на султан ас-Салих. Алиса остава до смъртта си регентка и е наследена от нейния син крал Хайнрих I Кипърски.